# Into the Night World
| Оценки критиков        | Оценки критиков |
| Источник               | Оценка          |
| ---------------------- | --------------- |
| Metal Injection        | 7.5/10          |
| Ultimate Guitar        | 6.7/10          |
| Encyclopaedia Metallum | 60/100          |
| New Noise Magazine     | [ 4 ]           |
| Metal Reviews          | 82/100          |

Into the Night World (с англ. — «В ночной мир») — седьмой студийный альбом шведской рок-группы Machinae Supremacy, выпущенный 16 декабря 2016 года.

## Список композиций
| №   | Название                                  | Длительность |
| --- | ----------------------------------------- | ------------ |
| 1.  | «My Dragons Will Decimate»                | 3:46         |
| 2.  | «Into the Night World»                    | 3:21         |
| 3.  | «Twe27ySeven»                             | 4:16         |
| 4.  | «Remember Me»                             | 5:40         |
| 5.  | «Space Boat»                              | 3:32         |
| 6.  | «Stars Had to Die So That You Could Live» | 3:32         |
| 7.  | «Beast Engine»                            | 4:50         |
| 8.  | «Dream Sequence»                          | 3:26         |
| 9.  | «SID Metal Legacy» (инструментальная)     | 2:38         |
| 10. | «The Last March of the Undead»            | 4:48         |

## Участники записи
Machinae Supremacy
- Роберт Стьернстрём — вокал
- Юнас Рёрлинг — соло-гитара, бэк-вокал
- Томи Луома — ритм-гитара
- Андреас Гердин — бас-гитара, клавишные, бэк-вокал
- Никлас Карвонен — ударные

Дополнительные участники
- Хенкка Ниемистё — мастеринг
- Ингеборг Экеланд — вокал
- Бьярте Себастьян Хансен, Джордж Левер, Крис Кук — звукорежиссура
- Тити Луадтонг — дизайн обложки[7]